# Călinești-Vasilache, Suceava
Călinești-Vasilache (germană Wasiliki) este un sat în comuna Dărmănești din județul Suceava, Bucovina, România.
 Acest articol despre o localitate din județul Suceava este deocamdată un ciot. Puteți ajuta Wikipedia prin completarea lui.